# 中国2010年上海世界博览会马来西亚馆
中国2010年上海世界博览会马来西亚馆是2010年上海世博会上代表马来西亚的展馆，位于世博园区B片区，占地面积3000平方米。马来西亚馆的主题为“和谐城市生活，融洽马来西亚”。
马来西亚馆的造型由两个翘起的坡状屋顶构成，源自马来西亚森美兰州的米南加保（-{Menang kerbau
}-）建筑风格，观光电梯则类似于吉隆坡的双峰塔。马来西亚的展示重点是2008年被评为世界文化遗产的名城马六甲和槟城。另外，展馆中还有传统民族歌舞表演以及小型高尔夫球场。